# Enginyeria de sistemes biològics
L'enginyeria de sistemes biològics (Biological systems engineering, BSE) és una de les disciplines de l'enginyeria que fa un èmfasi sobre la biologia i la química. Es pot veure com un subconjunt de la noció més àmplia que és la bioenginyeria. No s'ha de confondre amb l'enginyeria biomèdica. No és tampoc necessàriament enginyeria genètica, però en pot ser un aspecte important (particularment per les seves aplicacions agrícoles). Aquesta disciplina se centra en el medi ambient i les solucions sostenibles de l'enginyeria des del punt de vista de les necessitats de l'ecologia.

## Especialitzacions
- Enginyeria dels recursos d'aigua i terra
- Alimentació i enginyeria de bioprocessos
- Enginyeria dels sistemes de maquinària
- Enginyeria mediambiental i de recursos naturals